# Danh sách chuyến lưu diễn hòa nhạc của Got7
Đây là danh sách các lưu diễn hòa nhạc của GOT7, là một ban nhạc nam Hàn Quốc được thành lập vào năm 2014 bởi J.Y. Park của công ty JYP Entertainment.

## Chuyến lưu diễn Nhật Bản đầu tiên 2014 "Around The World"
Chuyến lưu diễn Nhật Bản đầu tiên của GOT7 "Around The World" là một buổi hòa nhạc ra mắt tại Nhật của GOT7-một ban nhạc nam Hàn Quốc để hỗ trợ việc phát hành đĩa đơn Nhật Bản đầu tay, Around the World. Buổi hòa nhạc tại Makuhari Messe đã được phát hành dưới dạng CD và DVD vào ngày 25 tháng 3 năm 2015

### Trình tự
Got7 giới thiệu
1. Hello
2. Girls Girls Girls (Japanese ver.)
3. Follow Me
4. Playground
5. I Like You
6. Hooked
7. AROUND THE WORLD
8. Bad Behavior
9. Good Tonight
10. Confession of a Friend - Youngjae
11. 忘れられない君 - JB
12. I love you - Jr.
13. TRUE SWAG - Mark, Jackson, Bambam, Yugyeom
14. Forever Young
15. A
16. SO LUCKY
17. Bounce
18. AROUND THE WORLD Remix
19. SO LUCKY

Tuyển chọn góc phim solo của các thành viên'
1. Bad Behavior / SO LUCKY - JB
2. Girls Girls Girls (Japanese ver.) / AROUND THE WORLD - Mark
3. Follow Me / Good Tonight - Jackson
4. Hooked / Forever Young - Jin Young
5. Playground / A - Youngjae
6. I Like You / True Swag - Bambam
7. Hello / Bounce - Yugyeom

### Ngày lưu diễn
| Ngày       | Thành phố | Quốc gia | Địa điểm       | Sự tham dự   |
| ---------- | --------- | -------- | -------------- | ------------ |
| 6/10/2014  | Osaka     | Nhật Bản | Zepp Namba     | 5,060 (100%) |
| 7/10/2014  | Osaka     | Nhật Bản | Zepp Namba     | 5,060 (100%) |
| 9/10/2014  | Fukuoka   | Nhật Bản | Zepp Fukuoka   | 2,001 (100%) |
| 14/10/2014 | Tokyo     | Nhật Bản | Zepp DiverCity | 6,000 (100%) |
| 15/10/2014 | Tokyo     | Nhật Bản | Zepp DiverCity | 6,000 (100%) |
| 21/10/2014 | Nagoya    | Nhật Bản | Zepp Nagoya    | 4,000 (100%) |
| 22/10/2014 | Nagoya    | Nhật Bản | Zepp Nagoya    | 4,000 (100%) |
| 5/11/2014  | Chiba     | Nhật Bản | Makuhari Messe | 6,196 (100%) |
| 6/11/2014  | Chiba     | Nhật Bản | Makuhari Messe | 6,196 (100%) |

## Chuyến lưu diễn Nhật Bản 2016

### Ngày lưu diễn
| Ngày      | Thành phố | Quốc gia | Địa điểm       | Sự tham dự    |
| --------- | --------- | -------- | -------------- | ------------- |
| 21/1/2016 | Sapporo   | Nhật Bản | Zepp Sapporo   | 2,009 (100%)  |
| 28/1/2016 | Osaka     | Nhật Bản | Zepp Namba     | 8,000 (100%)  |
| 29/1/2016 | Osaka     | Nhật Bản | Zepp Namba     | 8,000 (100%)  |
| 30/1/2016 | Osaka     | Nhật Bản | Zepp Namba     | 8,000 (100%)  |
| 4/2/2016  | Tokyo     | Nhật Bản | Zepp DiverCity | 5,000 (100%)  |
| 5/2/2016  | Tokyo     | Nhật Bản | Zepp DiverCity | 5,000 (100%)  |
| 10/2/2016 | Fukuoka   | Nhật Bản | Zepp Fukuoka   | 2,001 (100%)  |
| 12/2/2016 | Nagoya    | Nhật Bản | Zepp Nagoya    | 4,000 (100%)  |
| 13/2/2016 | Nagoya    | Nhật Bản | Zepp Nagoya    | 4,000 (100%)  |
| 27/2/2016 | Chiba     | Nhật Bản | Makuhari Messe | 12,000 (100%) |
| 28/2/2016 | Chiba     | Nhật Bản | Makuhari Messe | 12,000 (100%) |